# Musée de Charmey
Le musée de Charmey est un musée régional d’art situé dans la commune de Val-de-Charmey, dans le canton de Fribourg, en Suisse.

## Expositions temporaires
Le musée de Charmey présente plusieurs expositions temporaires par année sur l’expression artistique contemporaine et le patrimoine régional. Le bois, la terre et le papier sont ses matériaux de prédilection. Le musée est connu internationalement pour la Triennale du papier.

## Exposition de référence
Parallèlement à ses expositions temporaires, le musée présente une exposition de référence dédiée à ses collections. La salle expose également un ermitage provenant de la chartreuse de La Valsainte qui demeure l’unique communauté cartusienne active en Suisse. Pour préserver le mode de vie des chartreux, la visite du monastère n'est pas autorisée.

## Triennale internationale du papier Viviane Fontaine
En 1993, l'artiste papier Viviane Fontaine, Patrick Rudaz, ancien conservateur du musée de Charmey, et Monique Durussel conçoivent la première édition de la Triennale internationale du papier au musée de Charmey À travers des œuvres d'artistes internationaux, cette exposition-concours présente tous les trois ans le panorama du paper art contemporain. Le papier est mis à l'honneur comme matière à part entière.

### Paper art
Depuis les années 1960 et le mouvement du Pop art, le papier délaisse le rôle de support pour s’affirmer comme substance et transformation. Il donne naissance à un mouvement riche en formes et en techniques où se mêlent la finesse de la feuille, le papier chiffon, le papier japonais, le papier végétal, l'origami, la récupération, le papier mâché, le découpage ou encore le collage.
En 1986, l’ingénieur spécialiste du papier et artiste bâlois, Fred Siegenthaler, initie la création de l’Association internationale des artistes du papier IAPMA.

## Collection
La collection du musée de Charmey se compose d’œuvres et d’objets à valeur artistique, documentaire et patrimoniale en lien avec la région fribourgeoise, en particulier avec la Gruyère et la Vallée de la Jogne (peinture, dessin, gravure, photographie, céramique, verre, papier, sculpture sur bois). Le musée abrite notamment une collection d’œuvres paper art issues des Triennales internationales du papier. Des fonds photographiques et picturaux accompagnent également la collection, tels que le Fonds de la Chesnais et le Fonds Joseph et Raymond Buchs.

## Bâtiment
Le musée de Charmey est logé dans une maison du XVIIe siècle, l’ancienne Platzhaus de Jaun. Il s’agit de l’un des rares bâtiments épargnés par l’incendie qui embrase ce village en 1711. Démolie pièce par pièce en 1982, la bâtisse est reconstruite à Charmey en 1991 pour accueillir un musée autour du patrimoine régional.